# Daniel Iversen
Daniel Iversen (Gørding, 19 luglio 1997) è un calciatore danese, portiere del Preston N.E..

## Carriera

### Club
Ha giocato nella seconda divisione inglese.

### Nazionale
Ha partecipato agli Europei Under-21 del 2017 ed a quelli del 2019.